# Chilostoma cingulatum
Chilostoma cingulatum is een slakkensoort uit de familie van de Helicidae. De wetenschappelijke naam van de soort is voor het eerst geldig gepubliceerd in 1820 door S. Studer.

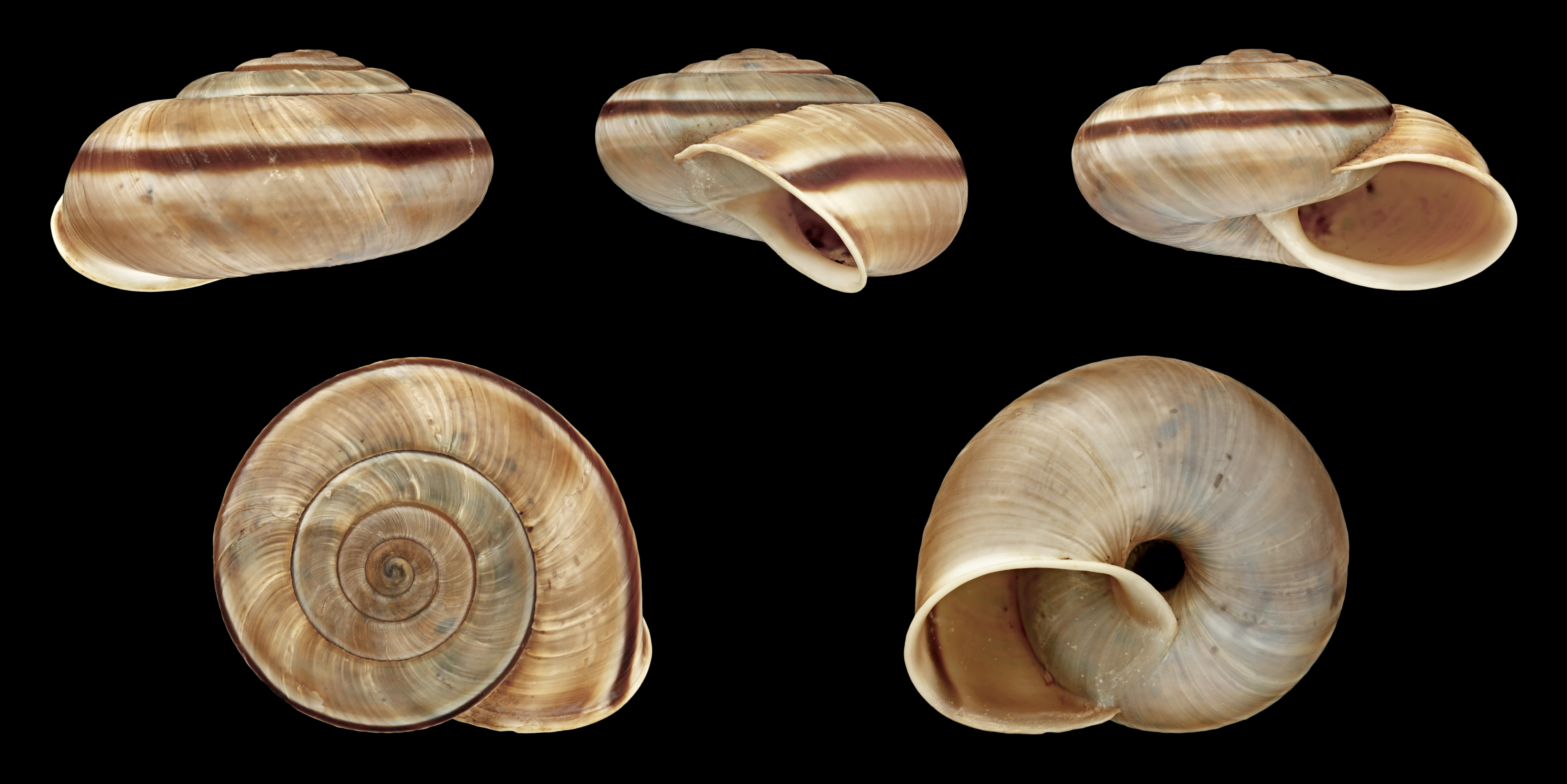
Chilostoma cingulatum anauniense
Chilostoma cingulatum baldense
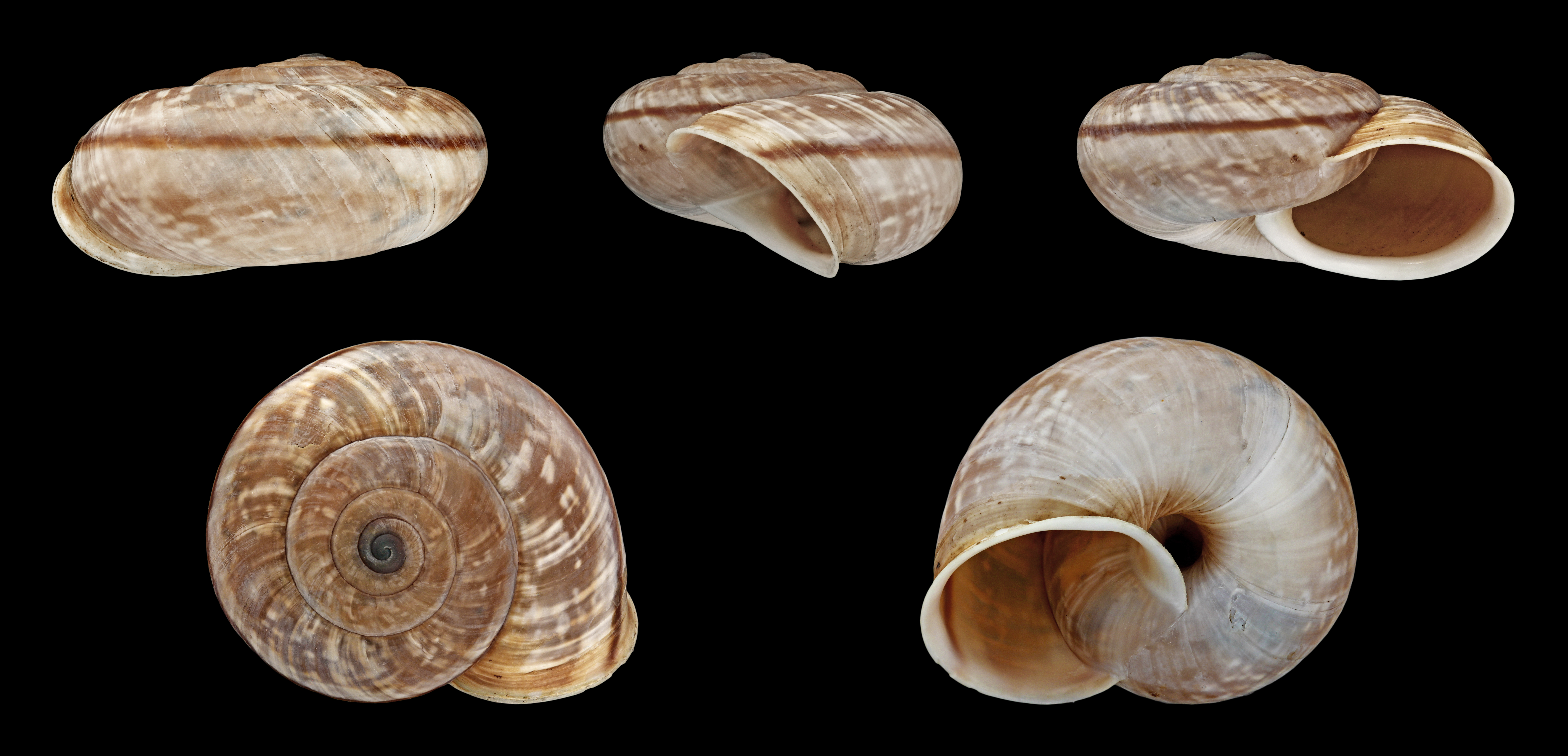
Chilostoma cingulatum colubrinum
Chilostoma cingulatum nicatis
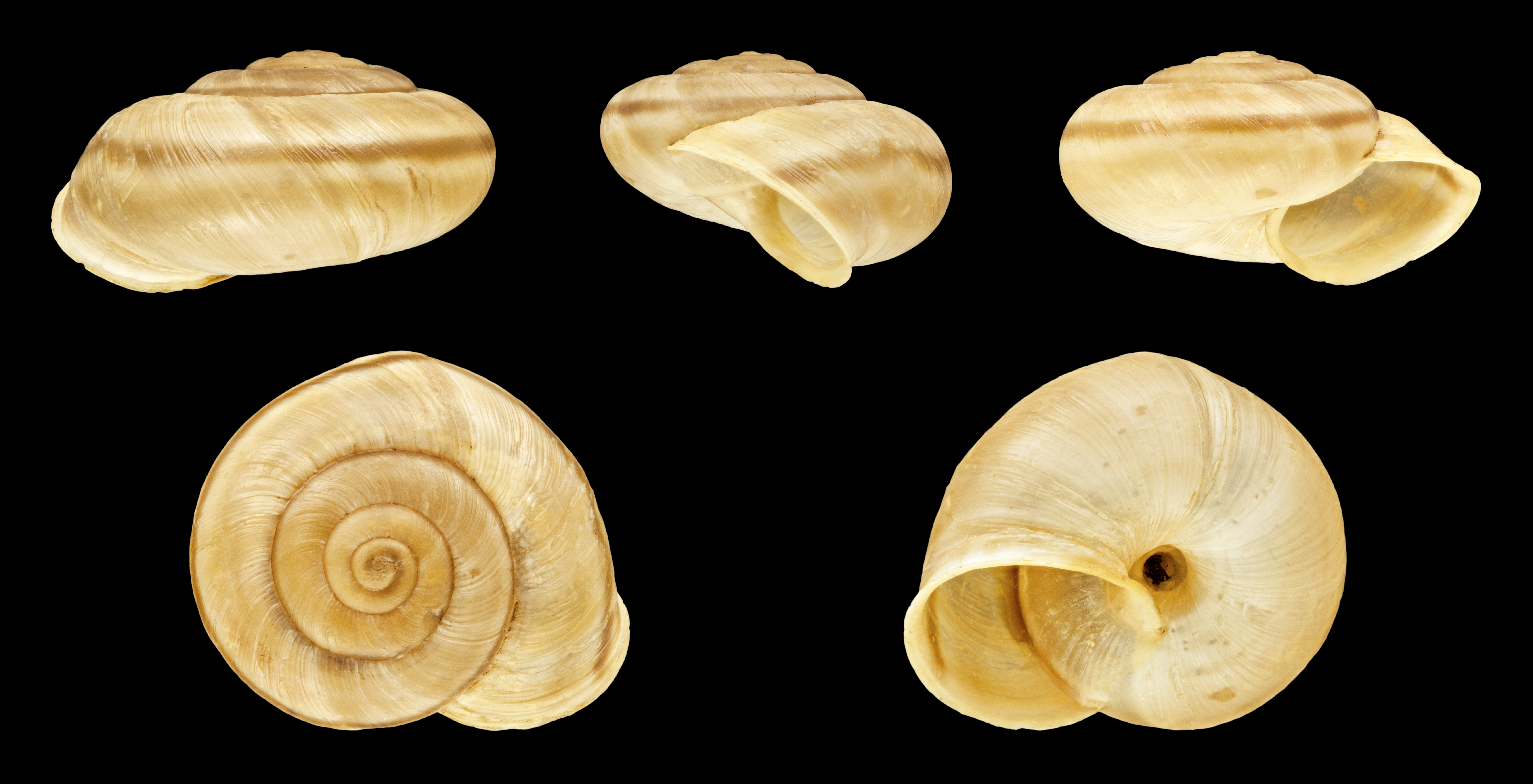
Chilostoma cingulatum preslii
Chilostoma cingulatum preslii (Vlakke vorm)